# Arte Rupestre en Baja California
El arte rupestre en Baja California, al igual que el Arte Rupestre en México y el arte rupestre en Sonora, es similar al de diversas partes del mundo; está presente registrado, cedulado, fotografiado y dibujado unos trescientos cuarenta y dos sitios, hasta 1994, abarcando desde la zona fronteriza con Estados Unidos entre California y Baja California hasta el paralelo 28, que es la división con Baja California Sur, donde se habían registrado al menos 17 de estos yacimientos arqueológicos de arte rupestre, que están bastante identificables, pero de los cuales solo uno de ellos, “Vallecitos”, en el poblado de La Rumorosa B.C. es protegido y resguardado por el INAH.  Una pintura rupestre es un dibujo en una rocas, normalmente como parte del Arte Prehistórico, realizado por los pueblos originarios, de las diferentes zonas que habitaron, de los cuales algunos cuentan con antigüedad desde hace 10,000 años.
En el territorio del estado de Baja California (norte), se han distribuido 6 zonas rupestres que son de norte a sur: 1) La Rumorosa (o Diegueño), con 72 sitio rupestres, localizados en el Municipio de Tecate, 2) Arcaica occidental con un sitio en el Municipio de Mexicali, 3) Abstracta del Norte, con 61 sitios, en el Municipio de Ensenada 4) zona de transición 59 sitios en la parte centro sur del municipio de Ensenada y 5) Arte Rupestre Gran Mural con 57 sitios, con 8 sitios, en el extremo sur del estado y dentro del municipio de Ensenada. En cada grupo se identifican 4 tipos de imágenes las zoomorfas, antropomorfas, fitomorfas y geométricas.
En el estado de Baja California (norte), existieron 4 pueblos originarios de la familia yumana, que fueron: Kumiai, Cucapá, Pai Pai y Kiliwa, en la parte norte del estado, y en la parte sur habitó el pueblo cochimí.
El arte rupestre Kumiai está representado fuertemente en el municipio de Tecate con al menos 5 sitios. Hay que hacer notar que al norte de la frontera México-Estados Unidos, este arte también está presente, en el condado de San Diego.
El arte rupestre Cucapá, se encuentra localizado en el municipio de Mexicali, donde éste pueblo originario estuvo asentado desde antes de la colonización de México.

## Arte Rupestre Kumiai
El Arte Rupestre Kumiai, está prácticamente asentado en ambos lados de la frontera, tanto en el municipio de Tecate colindante con el estado de California en estados Unidos como al interior del municipio. 

### Los Kumiai (Kumeyaay) en Estados Unidos
El pueblo Kumiai (Kumeyaay en inglés) están asentados en el municipio de Tecate en México y algunos de ellos al norte de la frontera con Estados Unidos, en el condado de San Diego. Los Yacimientos arqueológicos de arte rupestre  elaborados por éste pueblo, están en ambos lados de la frontera.
Viejas
Al norte de la frontera de México, en California E.U.A. los Kumeyaay, habitaron en la zona de Viejas encontramos pictografías (pinturas) donde una mano en negativo es impresa, con pigmento soplado alrededor de la mano humana.
Así mismo se pueden encontrar petroglifos (tallados), y hasta un geoglifo el cual son dos círculos concéntricos unidos por seis líneas rectas en ellos a manera de rueda de carreta.
Parque Estatal Anza Borrego.

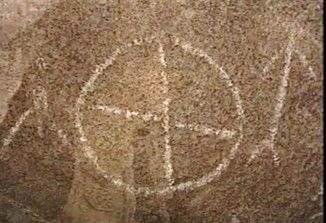
Escudo Rupestre - Cueva del Guerrero BC

El parque Estatal Anza Borrego, contiene algunas pinturas rupestres en cuevas y algunos abrigos rocosos, donde figuras abundan figuras de soles multicolores, donde se presenta el color ocre, negro, blanco y amarillo. En Indian Hills hay otras similares.
Al norte de San Diego, hay pictografías en Rancho Bernardo y Rancho Guejito. Existen además otros sitios.

### Los Kumiai en México

Pintura Rupestre - Los Guerreros BC - Persona corriendo

En Baja California puede atribuírsele al Pueblo Kumiai, al menos 5 sitios en el Municipio de Tecate, al norte de Baja California, con diversos sitios, entre ellos están Potrero del Toro, Rancho Agua Grande, Los Monos, Los Puntos, El Murillo, La Milla, El Hoyo, Las Pilitas, Resguardo de La Cruz, La Tinaja Partida. 

#### Cueva del Guerrero
La Cueva del Guerrero o Cueva de los Escudos , es un sitio con pinturas rupestres, situado en la zona de Jacumé , en el municipio de Tecate Baja California.  donde la mayoría de las figuras están realizadas en color blanco. Se pueden apreciar varias pinturas de figuras humanas. Una de ellas está reteniendo en su mano un círculo con una cruz a manera de escudo. Existen otros círculos con líneas internas perpendiculares. Si existe señal alguna de la presencia del INAH en la zona. Julio César López Romero, explorador y documentalista quien, en coordinación con la Universidad Autónoma de Baja California , han registrado los sitios en video.  ]

#### Vallecitos

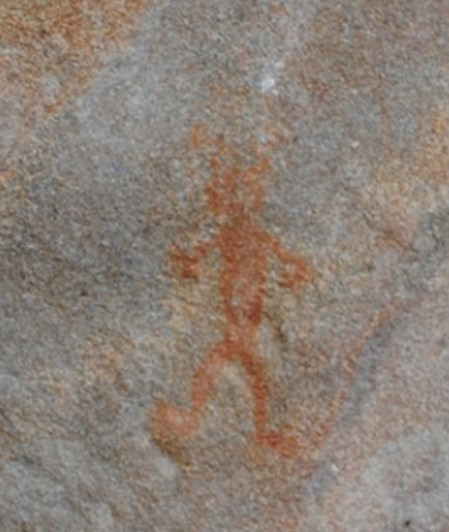
El Diablito en Sitio Arqueológico Vallecitos. La Rumorosa B.C.

Vallecitos es un yacimiento arqueológico de Vallecitos está ubicado a unos pocos de metros de la línea fronteriza con Estados Unidos, en la Sierra de Juárez, en el municipio de Tecate podemos encontrar registros de arte rupestre, en el sitio de Vallecitos, que es el sitio más importante, de los Kumiai, por su extensión registro y cuidados por parte del INAH.  
Vallecitos está a 5 km al noreste del poblado La Rumorosa, y al cual se puede llegar por camino pavimentado, tanto desde el poblado como desde la carretera libre, donde sale una unión al norte en el Chipo, como de la carretera 2 (de cuota), en el km 73, tiene su anuncio y desviación hacia el sitio, el cual puede ser visitado, pues está abierto al público, y resguardado por el INAH.

#### Valle Seco
Valle Seco también denominado Valle de los Venados fue encontrado en 1960, en el Rancho San Antonio por José Torres Medina situado a unos 20 km al sur del poblado de la rumorosa, quien vio por primera vez las pinturas rupestres de Valle Seco, al cobijo de una cueva en sus actividades de pastoreo de ganado, las cuales se encuentran cerca del cerro “La Teta de la india”.

#### Piedras Gordas
Piedras Gordas Es otro sitio de arte rupestre en el municipio de Tecate, que cuenta con interesantes pictografías, como la de un chamán con casco Rojo, una persona con piernas de pinzas, una flor de diferentes colores, típico del estilo local o diegueño.

#### Bajada Km 57, Carr. Rumorosa - Mexicali
Bajada Km 57 de la Carretera que baja hacia Mexicali, es otro sitio rupestre ubicado al lindero de la autopista federal 2, que baja de la Rumorosa a Mexicali, a la altura del km 57, en uno de los costados se ubica un sitio de pictografías de arte rupestre. Podemos encontrar un chamán de delgado de gran estatura don un tocado o penacho, una línea horizontal con ciertos colgajes o tejidos que cuelgan y una persona con un objeto.
Arte rupestre estilo Diegueño, es posible apreciarse a varios cientos de kilómetros al sur de la península tanto en Cataviña como en San Fernando Velicatá.

## Arte Rupestre Cucapá
El arte rupestre Cucapá, está localizado en el municipio de Mexicali, y lo podemos encontrar en diversos sitios que están registrados a la fecha. 

### Geoglifos

###### Macahui
En la parte norte de Laguna Salada existe una zona de geoglifos denominados Macahui. Localizada en los linderos de la carretera federal 2 a la altura del km 36 de Mexicali hacia la Rumorosa. La zona ha documentada desde 1939 y siguen investigando.

###### Zopilote en el Cerro Prieto
Un geoglifo que existe en Mexicali, es un zopilote de reciente creación, de unos 200 metros de longitud en el Valle de Mexicali, justo en la cavidad del cráter y fondo el mismo en lo que se conoce como Cerro Prieto. La figura, es producto del diseño, estudio y orientación del profesor en artes plásticas y promotor turístico Xe Juan, (Juan Hernández) que, para las personas amantes de lo rupestre, es algo interesante, mismo que puede observarse desde imágenes satelitales.
Fue creado en 2016 y podía ser visitado por el público, aunque ha sido afectado por actos vandálicos. Tiene forma de zopilote que es un animal emblemático para la etnia Cucapá, que simbolizaba muerte y purificación. El zopilote realmente está es una representación de una brújula, o rosas de los vientos por lo que: La cabeza voltea hacia la Sierra Cucapá o sea al oeste, la cola  simboliza el Río Colorado y está orientada hacia el este, las alas el Cerro El mayor  y el Cerro Centinela orientadas hacia el norte y hacia el sur, 12 plumas representan los 12 meses del año.

### Pictografías y Petroglifos
- Cañón de las Tinaja Cucapá, está ubicado al sur del Ejido Heriberto Jara, en la Sierra Cucapá. Julio César López Romero ha video-documentado El cañón de las Tinajas de Sierra Cucapáh.[17]

En la parte oeste de la laguna Salada encontramos tres cañones, con pinturas rupestres vecinos unos de otros. Partiendo del sitio turístico del Cañón de Guadalupe, rumbo al oeste y de subida de la sierra a unos 2,200 metros, se encuentra uno de los tres sitios rupestres de la zona: el Cañón de Guadalupe, el Cañón La Angostura, y el Cañón Palmas de Cantú.

## Arte Rupestre Cochimí

Pintura Rupestre - Los Guerreros BC, Persona con escudo

Diversos sitios del Arte Gran Mural -concepto acuñado por Harry W. Crosby- pueden apreciarse en el sur del estado, tanto en la zona del Valle de los Cirios, - cueva la Soledad, como más al este, en la Sierra de San Borja, como son la cueva Camomonte,Cueva Progreso I reportada por Enrique Hambleton en su libro donde sobresale una figura humana donde el cuerpo está formado por 10 finos círculos concéntricos y a la izquierda, hay un humano atravesada por una lanza, una tortuga con rayas longitudinales. Otras cueva con arte rupestre de este tipo se puede encontrar en Mesa del Carmenen la Cueva la Concha. 
En el Carrizo, de la Sierra “El Cardonal” y parte de la Sierra de San Borja hay un conjunto de pinturas del tipo Gran Mural . Una de ellas es un cazador con los brazos abajo y dos animales cuadrúpedos. Existen también otras figuras de cuadrúpedos en otras rocas, que apoyados con la tecnología D-Stretch han podido observar mejor los detalles de los mismos. Cerca de ahí, se encuentra “La escondida” se encuentra al menos otros 2 conjuntos de varias figuras y entre ellos un borrego cimarrón traspuesto a las otras figuras con el cuerno bastante detallado. No muy lejos de ahí, está el sitio Clavelitos, donde contiene figuras de aves, peces, cuadrúpedos y una figura característica la cual es un pez aguja, mismo que también se encuentra en otra pintura de Mesa del Carmen, tampoco muy lejos de este sitio. Estudios realizados, han sido conectados por Sheila Harman con figuras en la Sierra de Guadalupe algunos cientos de kilómetros al sur.
Otros sitios de arte rupestre pero que no son del tipo Gran Mural son las de Montevideo, y en Mesa San Carlos.